# Of Mice & Men (álbum)
Of Mice & Men es el álbum debut de la banda norteamericana de hardcore.  Of Mice & Men. La fecha de lanzamiento era originalmente el 23 de febrero de 2010, sin embargo fue aplazada hasta el 9 de marzo. Las dos canciones "Second & Sebring" y "Those in Glass Houses" fueron lanzadas como singles. Éste es el único álbum de la banda en el que participa Jaxin Hall con el bajo.

## Concepción
Of Mice & Men empezaron a progresar en su debut después de la grabación de un demo. El álbum fue oficialmente anunciado por Austin Carlile a través del canal de la banda en YouTube el 23 de diciembre de 2009, y actualmente está disponible en SmartPunk, MerchNOW y InterPunk. Poco tiempo después del lanzamiento del álbum, Carlile dejó la banda y Jerry Roush tomó su puesto como vocalista. Después del Warped Tour 2010, Jaxin Hall dejó la banda para mejorar su vida personal y trabajar en compañía de ropa, Love Before Glory. Jerry estuvo con Of Mice & Men hasta el This Is a Family Tour con Attack Attack!. Después de esto, Carlile fue invitado a volver a la banda y aceptó, siendo Roush despedido. Por aquel entonces, Austin Carlile estaba trabajando en otro proyecto con Alan Ashby, así que cuando le pidieron que volviera a Of Mice & Men, Carlile dijo que quería que entrara también Alan. Ashby tomó el puesto de guitarrista rítmico y Shayley pasó a ser bajista. Shayley Bourget dejó la banda por problemas de espalda que no pudo arreglar durante los tours, y por sus problemas de depresión. Se hicieron dos vídeos para los sencillos "Second & Sebring" y "Those in Glass Houses".

## Lista de canciones
Todas las letras escritas por Austin Carlile y Shayley Bourget, toda la música compuesta por Joey Sturgis. 
| N.º   | Título                                                  | Duración |  |
| 1.    | «YDG»                                                   | 3:17     |  |
| 2.    | «They Don't Call It "The South" For Nothing»            | 3:07     |  |
| 3.    | «Second & Sebring»                                      | 3:50     |  |
| 4.    | «Westbound & Down»                                      | 3:38     |  |
| 5.    | «John Deux Trois»                                       | 3:16     |  |
| 6.    | «Those in Glass Houses»                                 | 2:42     |  |
| 7.    | «Farewell to Shady Glade»                               | 3:41     |  |
| 8.    | «The Ballad of Tommy Clayton & The Rawdawg Millionaire» | 3:50     |  |
| 9.    | «Seven Thousand Miles for What?»                        | 2:53     |  |
| 10.   | «This One's for You»                                    | 3:27     |  |
| 33:41 |                                                         |          |  |

## Personal

### Of Mice & Men
- Austin Carlile - Voz principal
- Phil Manansala - Guitarra solista
- Shayley Bourget - Voces claras, guitarra rítmica, piano en «Second & Sebring»
- Jaxin Hall - Bajo, segundas voces
- Valentino Arteaga - Batería, percusión

### Producción
- Joey Sturgis - Producción, sonido, mezcla, masterización

## Puesto en las listas de éxitos
| Lista                             | Puesto |
| --------------------------------- | ------ |
| Billboard 200                     | 115    |
| U.S. Billboard Independent Albums | 7      |
| U.S. Billboard Heatseekers Albums | 3      |
| U.S. Billboard Rock Albums        | 35     |
| U.S. Billboard Hard Rock Albums   | 10     |